# Apadrinamiento (agricultura y ganadería)
Apadrinamiento (adoption en inglés, apadrinament en catalán, parrainage en francés) de una planta de cultivo o de un animal de granja es un método de patrocinio comercial que se está desarrollando actualmente en el mundo agricultor y ganadero. Como objeto de un apadrinamiento puede figurar cualquier planta de cultivo (vid, olivo, naranjo, almendro, manzano, etc.) o animal de granja (vaca, oveja, cerdo, etc.).
A nivel emocional, el apadrinamiento crea un enlace amistoso entre los consumidores finales y el sector agricultor y ganadero. El sentido económico del apadrinamiento consiste en una especie de venta a la avanzada del producto final de una planta (frutas, vino, aceite, etc.) o de un animal (leche, huevos, carne, etc.) a un precio atractivo, muchas veces más ventajoso que los precios de mercado, ya que la cadena de distribución es más corta y muchas veces directa: fabricante - consumidor.
La naturaleza del apadrinamiento es mixta, es decir, presenta una síntesis de un producto físico con un servicio. La vertiente de servicio incluye muchas veces cosas como visitas al lugar de producción, participación en las tareas de producción, envío regular de noticiarios sobre el estado de la planta o del animal.
Se ha visto que el apadrinamiento es apto como regalo alternativo, o sea no físico para consumidores.